# 형부
형부(刑部)는 동아시아에서 주로 법을 집행하는 실무 기관이었다.

## 중국의 형부
당(唐)은 3성 6부제를 실시하면서 과거 수(隋)가 설치했던 도관상서(都官尙書)를 병부상서로 고쳤다. 형부는 그 6부의 하나로 사법을 담당했으며, 그 장관은 형부상서(刑部尙書), 차관은 형부시랑(刑部侍郞)이라 했다.
당 이후 송(宋)・원(元)에서도 그 제도는 답습되었으며, 명(明)・청(淸) 대에는 전국의 형법을 맡아, 감찰을 맡은 독찰원(督察院), 중대 안건을 맡은 대리시(大理寺)와 함께 「삼법사제(三法司制)」로 불렸다.
광서(光緖) 32년(1906년)에 이루어진 광서유신(光緖新政)에서 형부는 법부(法部)로 고쳐졌고, 형부의 명칭은 폐지되었다.

## 한국의 형부

### 발해
발해는 당의 3성 6부제를 도입하여 관직 체계를 구성하였으며, 형부는 예부(禮部)라고 하였다.

### 고려
고려의 형부는 태봉(泰奉, 후고구려)의 의형대(義刑臺)를 성종조에 중국식의 관제 개편을 통해 형부로 개편하였다. 형부는 중앙 기관 중 하나에 속했으며, 조선 시대 형조와 동일한 역할을 수행했다. 저자인 서능은 《고려도경》에서 고려는 풍속이 인자하여 사형에 해당하는 죄도 관대히 다스리는 경우가 많았다고 한다. 고려의 관대한 형벌 제도는 동시대에 존립하던 송나라의 제도와 대동소이 하였다.
| 연대   | 이름               | 관직 |
| ------ | ------------------ | --- |
| 995년  | 상서형부(尙書刑部) | 판사(判事) 1, 상서(尙書) 1, 지부사(知部事) 1, 시랑(侍郎) 2, 낭중(郎中) 2, 원외랑(員外郎) 2, 율학박사(律學博士) 1, 조교(助敎) 2 |
| 1275년 | 전법사(典法司)     | 상서→판서(判書), 시랑→총랑(摠郎), 낭중→정랑(正郎), 원외랑→좌랑(佐郎)                                                           |
| 1298년 | 형조(刑曺)         | 판서→상서, 총랑→시랑 3, 정랑→낭중 3, 좌랑→원외랑 3,                                                                            |
| ?      | 전법사             | 상서→판서, 시랑→총랑, 낭중→정랑, 원외랑→좌랑                                                                                   |
| 1356년 | 형부               | 판서→상서, 총랑→시랑, 정랑→낭중, 좌랑→원외랑,                                                                                  |
| 1362년 | 전법사             | 상서→판서, 시랑→총랑, 낭중→정랑, 원외랑→좌랑                                                                                   |
| 1362년 | 이부( 吏部)        | 상서→판서, 총랑→의랑, 정중→직랑, 좌랑→산랑                                                                                     |
| 1372년 | 전법사             | 의랑→총랑, 직랑→정랑, 산랑→좌랑                                                                                                |
| 1389년 | 형조               | 조선시대와 동일하게 변경 |

- 상서도관(尙書都官) : 공노비(公奴婢)의 호적을 기록하여 비치하는 관청[3]

## 같이 보기
- 3성 6부
- 조선의 통치 기구